# 林貴
林貴（？—？），福建人，清朝武官。行伍出身。

## 生平
林貴於1754年（乾隆19年）奉旨接替吳英漢，於台灣地區擔任澎湖水師協副將，翌年短暫交接後，仍續任該職位。而隸屬台灣鎮之下的此官職職等為正二品，是台灣清治時期的這階段，扼守台灣海峽的重要武將，並統帥兩標水營，數千名水師兵勇。